# Эрскин, Дэвид, 11-й граф Бьюкен
Дэвид Стюарт Эрскин, 11-й граф Бьюкен (англ. David Steuart Erskine, 11th Earl of Buchan; 1 июня 1742 — 19 апреля 1829) — шотландский дворянин, антиквар, покровитель искусств и наук. Он носил титул учтивости — лорд Кардросс с 1747 по 1767 год.

## Происхождение и образование
Родился 1 июня 1742 года. Второй сын Генри Эрскина, 10-го графа Бьюкена (1710—1767), и Агнес Стюарт (1717—1778), дочери сэра Джеймса Стюарта, 7-го баронета. Он учился в Сент-Эндрюсском университете (1755—1759), Эдинбургском университете (1760—1762) и Университете Глазго (1762—1763).
Его главной резиденцией был Киркхилл-хаус в Броксберне, Уэст-Лотиан. Он унаследовал собственность, датируемую 1590 годом, и провел ее масштабную реконструкцию в 1770—1771 годах.

## Карьера
Его активная критика помогла добиться изменения порядка избрания шотландских пэров-представителей в Палату лордов Великобритании.
В 1766—1767 годах ему предложили должность секретаря в британском посольстве в Мадриде, но он отказался из-за болезни отца, который умер в 1767 году. Он также был Великим мастером Великой ложи Шотландии в 1782—1784 годах.
1 декабря 1767 года после смерти своего отца Дэвид Стюарт Эрскин унаследовал титулы 11-го графа Бьюкена (Пэрство Шотландии), 6-го лорда Кардросса (Пэрство Шотландии) и 11-го лорда Охтерхауса (Пэрство Шотландии).
Он дружил с Бенджамином Франклином, вероятно, с визита Франклина в Шотландию в 1759 году и встречался с ним несколько раз в Лондоне в 1764 году. Сторонник американского дела, он переписывался с Джорджем Вашингтоном и послал ему коробку, сделанную из дуба, в котором скрывался Уильям Уоллес после битвы при Фолкерке. Коробка была разработана Goldsmith Company из Эдинбурга, и граф просил Вашингтона, после своей смерти, передать ее человеку в его стране, который, по его мнению, заслужил ее больше всего, и на тех же условиях, которые побудили графа отправить ее Вашингтону. В своем завещании Вашингтон поблагодарил графа Бьюкена за то, что тот подарил ему коробку вместе с чувствами, которые ее сопровождали; чувствуя себя неспособным сделать требуемый от него выбор, он завещал коробку обратно графу.
В 1780 году он основал Общество антикваров Шотландии. Как он изложил в письме от ноября 1780 года, он хотел создать орган для содействия антикварным исследованиям в этой части Великобритании. Он опирался на традиции, в которых участвовали сэр Джон Скот из Скотстарвита (который сохранил картографические работы Тимоти Понта и других), сэр Роберт Сиббалд и сэр Джон Клерк из Пеникуика. Общество антикваров Шотландии было официально учреждено 18 декабря 1780 года. Позднее он не согласился с некоторыми положениями Общества и вышел из него в 1790 году.
Однако после выхода из руководства Обществом антикваров он продолжал активно работать в этой области, писал статьи и в 1785 году стал членом Литературного и антикварного общества Перта. В 1794 году он был избран в Американское философское общество. Эрскин был избран членом Американского антикварного общества в 1816 году. Он также был избран почетным членом Королевской датской академии наук и литературы в 1785 году и ее исландского аналога в 1791 году.
Проводя большую часть своего последнего времени в Драйбург-хаусе, он украсил территорию памятниками, включая памятники своим предкам, Роберту Бернсу и Уильяму Уоллесу. Он также заказал вантовый мост через реку Твид в Драйбурге. Он открыл этот мост 1 августа 1817 года, но он рухнул через несколько месяцев. После перепроектирования была построена замена, но и она рухнула в 1838 году. Более постоянный мост появился только в 1872 году, когда вместо него была использована подвесная система.
В последующие годы он становился все более эксцентричным, что, как отмечал сэр Вальтер Скотт, затмевало его таланты. После смерти графа «когда его положили на семейное кладбище в Драйбурге, его голова была положена неправильно, что, по словам сэра Вальтера Скотта, не имело значения, поскольку при его жизни она никогда не была правильной».
15 октября 1771 года в Абердине лорд Бьюкен женился на своей троюродной сестре Маргарет Фрейзер (? — 12 мая 1819), дочери Уильяма Фрейзера из Фрейзерфилда и Рэйчел Кеннеди, правнучке Дэвида Эрскина, 9-го графа Бьюкена. У супругов не было детей.

## Смерть
Лорд Бьюкен скончался в своей резиденции в Драйбурге (недалеко от аббатства Драйбург, в Скоттиш-Бордерс) в апреле 1829 года, не оставив законных детей, и графство перешло к его племяннику Генри, хотя все его немайоратные владения, включая Драйбург, были переданы его незаконнорожденному сыну, сэру Дэвиду Эрскину.